# Майское (Оренбургская область)
Майское — село в Ташлинском районе Оренбургской области. Входит в состав Благодарновского сельсовета. В селе действует средняя школа, сельхозпредприятие ООО «Майское».

## География
Расположено примерно в 23 км к северо-востоку от райцентра Ташла на реке Грязнушка (бассейн Урала), высота над уровнем моря 128 м.
В селе 3 улицы: Набережная, Новая и Школьная.

## История
Основано в 1921 году переселенцами с Украины. Было два потока переселенцев: 1) Непосредственно с Украины (Киевская, Черниговская и др.губернии), 2) Из Акмолинской губернии (Вишневский район) — по столыпинской реформе в начале 20 века приехали с Украины, а 20-х-начале 30-х гг. переехали в Оренбургскую область. В 1961 году указом Президиума Верховного Совета РСФСР село Грязнуха переименовано в Майское.

## Население
| 2010 |
| ---- |
| 222  |